# Stazione di Pinto
La stazione di Pinto è una stazione ferroviaria a servizio del comune di Pinto, sulla linea Madrid-Valencia. Forma parte della linea C3 delle Cercanías di Madrid. Si trova in calle del Ferrocarril, nel comune di Pinto, a sud di Madrid.

## Storia
La stazione è stata inaugurata il 9 febbraio 1851 con l'apertura della linea Madrid-Aranjuez.